# 乙女坂駅
乙女坂駅（おとめざかえき）は、岐阜県大垣市南市橋町にある西濃鉄道市橋線の貨物駅である。同線の終着駅。

## 歴史
- 1928年（昭和3年）12月17日：美濃赤坂 - 市橋間の開業に際し開設[3]。貨物営業のみであった[4]。
- 2022年（令和4年）
  - 2月28日：乙女坂駅 - 猿岩駅間の廃止届提出[5]。
  - 9月1日：乙女坂駅 - 猿岩駅間廃止[5]。同区間の設備が乙女坂駅構内となる[1]。

## 駅構造
駅構内には本線と3本の側線がある。側線の一部はそのまま本線と平行して猿岩駅手前まで延びている。
| ← 美濃赤坂駅 | 乙女坂駅・猿岩駅・市橋駅 構内配線の変遷 |  |
| 凡例 出典:   |                                         |  |

## 取扱貨物
当駅に隣接する矢橋工業のホッパーからホッパ車へ石灰石を積載する。貨物列車は美濃赤坂駅から東海道本線を経由し、笠寺駅から名古屋臨海鉄道東港線南港線に入り、名古屋南貨物駅からの専用線で日本製鉄名古屋製鉄所内の矢橋工業名古屋事業部へ送られる。なお、市橋線の貨物輸送は、2003年（平成15年）以降は矢橋工業の石灰石のみである。

## 駅周辺
- 矢橋工業（金生山#環境参照）
- 河合石灰工業（金生山#環境参照）
- 国道417号
- 杭瀬川
- 石引神社

## 隣の駅

### 現存区間
西濃鉄道
市橋線
美濃赤坂駅 - （貨）乙女坂駅
1945年（昭和20年）までは美濃赤坂駅との間に赤坂本町駅が存在した。

### 廃止区間
西濃鉄道
市橋線
（貨）乙女坂駅 - （貨）猿岩駅